# Elme Spreader AB

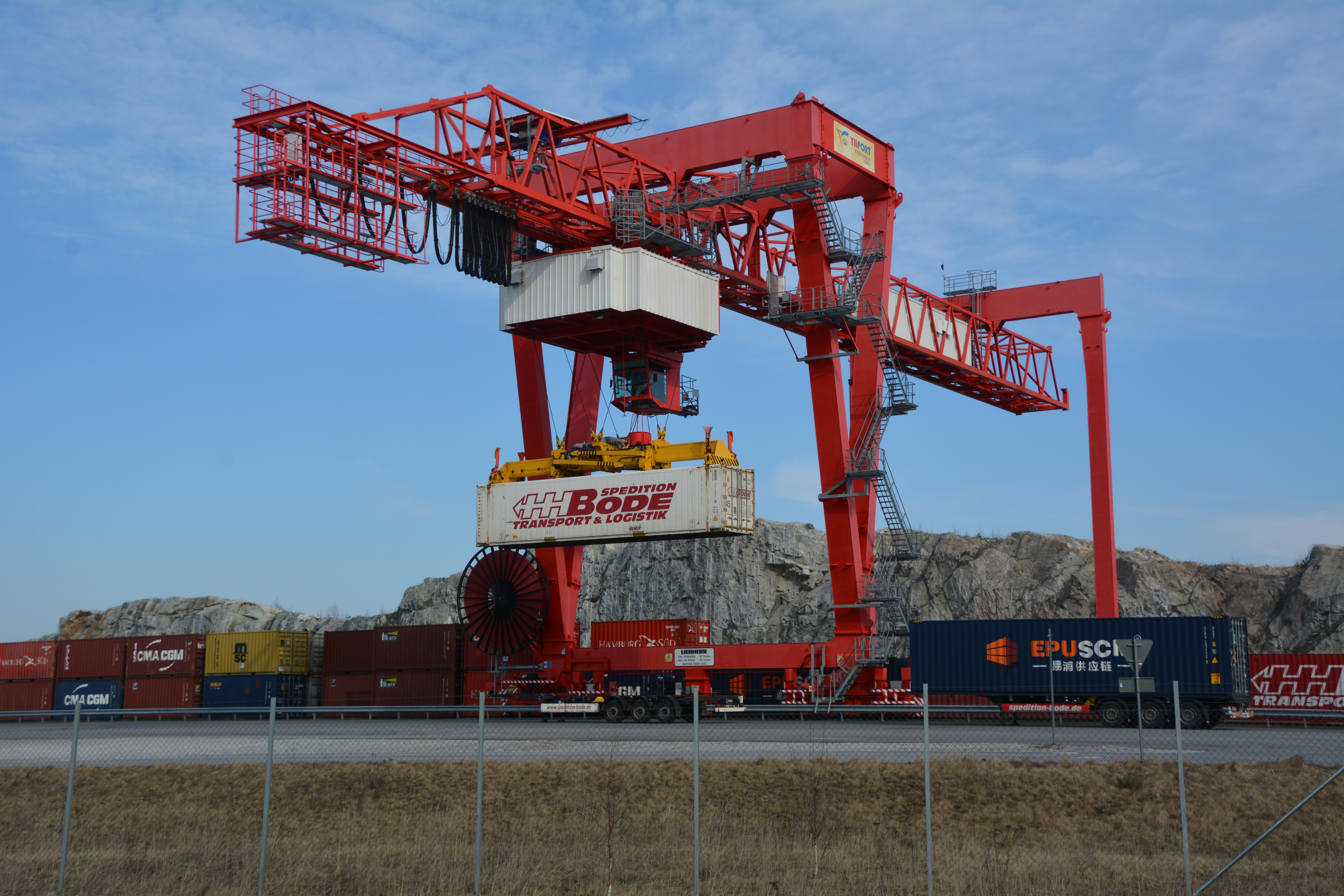
Lyft container

Elme Spreader AB är ett svenskt familjeägt verkstadsföretag i Älmhult, som tillverkar lyftok för hantering av ISO-containrar med lyfttruckar, reach stackers, grensletruckar och lyftkranar.
Elme Spreader grundades 1974 av ingenjören Gösta Karlsson (född 1948), Företaget hade 2018 en omsättning på 489 miljoner kronor och 197 anställda,